# Una introducción al budismo zen
Una introducción al budismo zen (en inglés An Introduction to Zen Buddhism) es una obra de no ficción sobre budismo zen escrita por Daisetsu Teitaro Suzuki y publicada en 1934 en Kioto por la Eastern Buddhist Society.
Pronto publicada en otras naciones y lenguas con un prólogo añadido por Carl Gustav Jung, la obra ha llegado a ser considerada "uno de los libros más influyentes sobre el Zen en Occidente".

## Prefacio
Los artículos reunidos en esta obra fueron escritos originalmente para el New East, publicándose en Japón durante la guerra del 14, bajo la dirección de Robertson Scott. El editor sugirió su publicación en un libro pero por aquel entonces Suzuki no estuvo de acuerdo. Más tarde dichos escritos fueron la base de la primera serie de sus Ensayos sobre el zen (1927).
Posteriormente a Suzuki se le ocurrió que los viejos escritos podrían reimprimirse en forma de libro. La razón es que sus Ensayos sobre el zen resultaban demasiado pesados para quienes deseaban tener precisamente un pequeño conocimiento preliminar sobre el zen.
Finalmente recomendaba acompañar esta Introducción con el Manual de budismo zen.

## Detalles de la versión
An Introduction to Zen Buddhism fue publicada en 1934 en Kioto por la Eastern Buddhist Society. La Marshall Jones Company of Boston supervisó la primera publicación en los Estados Unidos. La edición en alemán de 1939 fue publicada con un prefacio de Carl Gustav Jung. En 1949, el libro fue reimpreso en Londres y Nueva York, con el prólogo de Jung incluido, y traducido por Constanza Rolfe.